# Ajuste estructural
Ajuste estructural es un término que se utiliza generalmente para describir los cambios de políticas implementados por el Fondo Monetario Internacional (FMI) y el Banco Mundial (las instituciones Bretton Woods) en países en desarrollo. Estos cambios de política son condiciones para obtener nuevos préstamos del FMI o del Banco Mundial, o para obtener tasas de interés más bajas sobre los empréstitos ya existentes. Los programas de ajuste estructural son creados con el fin de reducir el desequilibrio fiscal de los países prestatarios. La elección del banco que hará el préstamo depende del tipo de necesidad. Así, en general, los préstamos tanto del Banco Mundial como del FMI deben ser designados a promover el crecimiento económico, generar ingresos y saldar la deuda que estos países han acumulado.[cita requerida]
Se espera que los programas de ajuste estructural (PAE) permitirán a las economías de los países en desarrollo tomar una mayor orientación hacia el mercado, lo que las forzaría a concentrarse más en el comercio y la producción para que pueda mejorar su economía. Las condiciones son implementadas para asegurar que el dinero prestado sea gastado de acuerdo con los objetivos globales del préstamo. Desde fines de los años 1990, algunos defensores del ajuste estructural, como es el caso del Banco Mundial, se han referido a la "reducción de la pobreza" como una meta. [cita requerida]A menudo, los programas de ajuste estructural fueron criticados por implementar políticas genéricas de libre mercado, así como por su falta de relación con el país prestatario. Para incrementar su participación, se promueve que los países en desarrollo redacten Documentos de estrategias para la reducción de la pobreza. Estos documentos esencialmente toman el lugar de los programas de ajuste estructural. Algunos creen que el incremento de la participación de los gobiernos locales en crear la política conducirá a una mayor propiedad de los programas de préstamos, por lo tanto a una mejor política fiscal. El contenido de estos documentos ha resultado ser bastante similar al contenido original de los Programas de Ajuste Estructural, de autoría del Banco Mundial. Los críticos argumentan que las similitudes muestran que el Banco Mundial y los países que lo financian están todavía demasiado involucrado en el proceso de elaboración de políticas.

## Historia
Las políticas de ajuste estructural emergen de las condiciones que dos de las instituciones Bretton Woods, el FMI y el Banco Mundial, habían estado adjuntando a sus préstamos desde principios de los años 1950. Al principio, estas condicionalidades se enfocaron principalmente en la política macroeconómica de los países.
Los Programas de Ajuste Estructural (PAE) como son conocidos hoy en día se originaron debido a una serie de desastres económicos globales a finales de la década de 1970: la crisis del petróleo, la crisis de la deuda, múltiples depresiones económicas y la estanflación. Estos desastres fiscales llevaron a algunos políticos a decidir que era necesaria una intervención más profunda para mejorar el bienestar de un país en su conjunto. En 2002, las políticas de ajuste estructural experimentaron otra transición: la introducción de Documentos de estrategias para la reducción de la pobreza, como respuesta a la creencia de que "los programas exitosos de economía política deben ser fundados en una fuerte propiedad del país en cuestión." Además, los programas de ajuste estructural con su énfasis en la reducción de la pobreza habían intentado alinearse a sí mismos con los Objetivos de Desarrollo del Milenio. Como resultado de los Documentos de estrategias para la reducción de la pobreza, se implementó en el FMI y el Banco Mundial una aproximación más flexible y creativa a la creación de políticas.
Si bien el enfoque central de los Programas de Ajuste Estructural ha seguido siendo el equilibrio de la deuda externa y el déficit comercial, los motivos de estas deudas han sido objeto de una transición. Hoy en día, los Programas de Ajuste Estructural y sus instituciones prestamistas han incrementado su esfera de influencia al proveer ayuda a países que experimentan problemas económicos debido a desastres naturales o a una mala administración económica. Desde sus inicios, los Programas de Ajuste Estructural han sido adoptados por cierto número de otras instituciones financieras internacionales.

## Condiciones
A través de las condiciones, los programas de ajuste estructural generalmente implementan programas de liberalización, de forma regulada y progresiva. Estos programas incluyen tanto cambios internos (en particular, privatización y desregulación) como externos, especialmente la reducción de barreras comerciales. Los países que no logran adoptar estos programas pueden ser sujetos a una severa disciplina fiscal. Los críticos argumentan que las amenazas financieras a los países pobres equivalen a un chantaje que dichos países no tienen más remedio que aceptar.
Algunas de las condiciones para el ajuste estructural pueden incluir:
- Recorte de gasto social, también conocido como austeridad;
- Enfoque del rendimiento económico en la exportación directa y en la extracción de recursos;
- Devaluación de monedas;
- Liberalización del comercio o levantamiento de restricciones a la importación y a la exportación;
- Incremento de la estabilidad de las inversiones (al complementar a la inversión extranjera directa con la apertura de mercados bursátiles domésticos);
- Presupuestos balanceados y ausencia de gasto excesivo;
- Remoción de controles de precios y subsidios estatales;
- Privatización o desinversión de todas o parte de las empresas propiedad del Estado;
- Mejora de los derechos de los inversionistas extranjeros de cara a leyes nacionales;
- Mejora de la gobernanza y lucha contra la corrupción política.

Estas condiciones también han sido etiquetadas con el nombre de Consenso de Washington.
De acuerdo con Stiglitz el tratamiento sugerido por el FMI es demasiado simple: una dosis rápida. Estabilizar, liberalizar y privatizar, sin priorizar o guardarse de los efectos secundarios.

Las reformas no siempre funcionaban de la manera prevista. Historias de éxito en el África Subsahariana eran muy escasas durante los años noventa y las reformas orientadas al mercado por si solas no ofrecen ninguna fórmula para lidiar con la creciente emergencia en la salud pública en la que el continente se ve envuelto. Los críticos, por su parte, argumentan que los decepcionantes resultados han justificado sus preocupaciones acerca de lo inapropiado del programa estándar de reformas. dichas políticas, no ha llevado a ninguna bonanza económica mayor en América Latina, sino más bien agravar las crisis económicas y la acumulación de deudas externas paralizantes que endeudan al país objetivo con el primer mundo. Mason, Mike (1997). Development and Disorder: A History of the Third World since 1945. Hanover: University Press of New England. p. 428. ISBN 0-87451-829-6.

## Críticas
Existen múltiples críticas que se enfocan en diferentes elementos del programa de ajuste estructural.

### Soberanía nacional
Los críticos afirman que los programas de ajuste estructural ponen en peligro la soberanía de las economías nacionales, ya que una organización exterior dicta la política económica nacional. Los críticos argumentan que la creación de una buena política es de propio interés de la nación soberana; por lo tanto, los programas de ajuste estructural serían innecesarios, dado que el Estado estaría actuando en su mejor interés. No obstante, en muchos países pobres, el Gobierno favorece las ganancias políticas sobre los intereses económicos nacionales, de forma que buscan rentas prácticas para consolidar su poder político, en lugar de abordar los problemas económicos cruciales.
Si bien la deuda pública en países en desarrollo y desarrollados es un hecho casi universal, los países de bajos ingresos se enfrentan a una posición mucho más vulnerable para mantener una balanza de pagos equilibrada, si se toma en cuenta que las 47 naciones más pobres del mundo tenían una deuda de $488 mil millones de dólares en 2003. Por otra parte, debido a la casi universalidad de la deuda, una crítica popular es que los términos del ajuste estructural se han convertido en un modelo para la gestión de gran parte de la humanidad. Por lo tanto, algunos argumentan que el proceso político democrático de un sinnúmero de países se ha visto socavado por las decisiones formuladas a kilómetros de distancia por burócratas económicos occidentales y que la implementación de tales políticas solo ha beneficiado a los más grandes donantes (Estados Unidos, Reino Unido, Canadá y Japón).
Por ejemplo, la apertura de países a las inversiones extranjeras permite a las empresas de Estados Unidos construir fábricas en zonas empobrecidas. Las corporaciones son capaces de aprovechar el excedente de mano de obra barata y la falta de reglamentaciones ambientales para crear bienes a un precio inferior. Como resultado de ello, los beneficios corporativos aumentan y los flujos comerciales se incrementan hacia ese país en particular. Si bien esto aumenta el PIB, la mayoría de los ingresos en realidad beneficia a la corporación y al país donde la empresa tiene sede. Por el contrario, muchos sostienen que las personas empleadas por las corporaciones están desesperadamente necesitadas de cualquier tipo de trabajo, pues las formas alternativas de empleo o estilos de vida disponibles son mucho peores.

### Privatización
Una política común necesaria en el ajuste estructural es la privatización de las industrias y los recursos de propiedad estatal. Aparentemente, esta política tiene como objetivo aumentar la eficiencia y la inversión, a la vez que disminuye el gasto público. Los recursos de propiedad del Estado deben ser vendidos sea que generen beneficios fiscales o no. No obstante, los críticos han condenado los requisitos de la privatización. Cuando los recursos son transferidos a las empresas extranjeras o a las élites nacionales, el objetivo de la prosperidad pública es reemplazado por el objetivo de acumulación privada. Además, las empresas estatales pueden tener pérdidas fiscales, ya que cumplen un rol social más amplio, como puede ser el suministro de servicios públicos a bajo costo y puestos de trabajo. Muchos han argumentado, por ejemplo, que la privatización del sector del agua en Bolivia o del sistema de salud en el África subsahariana han perjudicado más que ayudado a los pobres.
La privatización convierte a las necesidades básicas, tales como el agua y el sistema de salud, en una mercancía que no es accesible para quienes no puedan pagar por ellas. Por ello, muchos académicos han sostenido que los programas de ajuste estructural no responden al interés del país prestatario, sino más bien a las élites del mundo en desarrollo y desarrollado. Así, los PAE son extremadamente perjudiciales para los países pobres que los implementan, ya que muchas personas no pueden permitirse el lujo de pagar por un sistema de salud o por educación, lo que deja a la población más enferma y menos educada. Las consecuencias negativas se encontrarían en que personas enfermas no son productivas y no pueden trabajar para librarse de las deudas; por tanto, la privatización de un servicio previamente social, como es el caso de la salud, iría contra el supuesto propósito de los programas de ajuste estructural.